# نشنال اینترست
نشنال اینترست (به انگلیسی: The National Interest) یک نشریه آمریکایی در زمینه روابط بین‌الملل است که ماهی دو بار از سوی مرکز نشنال اینترست منتشر می‌شود. این نشریه با مکتب واقع‌گرایی اندیشه سیاست خارجی، پیوند دارد. این نشریه را اروینگ کریستول متفکر نومحافظه کار در سال ۱۹۸۵ تأسیس کرد و اوون هریز تا سال ۲۰۰۱ سردبیر آن بود. 